# Globale Betreuungskette
Als globale Betreuungskette bezeichnet man in der Soziologie eine staatenübergreifende Umverteilung von Betreuungsaufgaben innerhalb von Bevölkerungsgruppen. Der Begriff wurde von Arlie Russell Hochschild geprägt und wurde vor allem in ihrer englischsprachigen Form global care chain bekannt.
Bei der globalen Betreuungskette übernehmen Arbeitsmigrantinnen (es handelt sich laut Hochschild fast ausschließlich um Frauen) Betreuungs-, Pflege- und Haushaltsaufgaben im Zielland, während zugleich ihre eigenen Kinder im Heimatland bleiben und dort von Familienangehörigen oder Angestellten betreut werden.
Diese Betreuungsketten werden als Faktor der Globalisierung angesehen.

## Beschreibung
Die Migrantinnen übernehmen dabei Aufgaben im Bereich von Care-Arbeit und Reproduktionsarbeit. Sie sind beispielsweise in Institutionen wie zum Beispiel Krankenhäusern tätig, etwa arbeiten philippinische Ärztinnen als Krankenschwestern in den USA. Ebenfalls arbeiten sie in Privathaushalten als Haushaltshilfe, Kinderfrau oder Altenpflegerin. So werde die traditionelle Rollenverteilung zwischen einem männlichen Familienernährer und einer Hausfrau und Mutter zu einer hierarchischen Rollenverteilung unter Frauen aus verschiedenen Schichten oder Regionen abgewandelt.
Laut Hochschild steht bei der globalen Betreuungskette die Emotionsarbeit im Vordergrund.
Die Betreuungskette besteht auch im Heimatland fast ausschließlich aus weiblichen Betreuungspersonen: Im Herkunftsland bleibt Studien zufolge die im Ausland arbeitende Mutter die Hauptverantwortliche für die Betreuung der eigenen Kinder, indem sie in ihrem Heimatland für eine Stellvertretung sorgt, etwa durch die älteste Tochter oder gegen Bezahlung durch eine andere Verwandte. Es kommt somit nicht zu einer Umverteilung der Betreuungsaufgaben zwischen den Geschlechtern, sondern die Aufgaben werden global innerhalb des weiblichen Geschlechts neu verteilt. So entsteht eine Betreuungskette aus drei oder mehr Frauen, wobei in jeder Stufe die Betreuung der Geldwert der Betreuung abnimmt und die letzte Betreuerin oft unbezahlt tätig ist.
Im selteneren Fall, dass die Kinder im Herkunftsland in der Obhut des Vaters verblieben sind, werden sie oft sukzessiv bei anderen Verwandten untergebracht.

## Grauzone
Im Fall der illegalen Migration ist den Migrantinnen ein Recht auf Familienzusammenführung im Allgemeinen von vornherein versagt. Zugleich besteht eine Grauzone mit illegal eingewanderten Familien und zumindest zu einem Teil auch alleinstehenden Müttern mit Kindern, die ohne Arbeitserlaubnis insbesondere in Privathaushalten, der Altenpflege oder der Gastronomie arbeiten. In Deutschland schicken sie ihre Kinder meist nicht in einen Kindergarten oder zur Schule, da sie keine Aufenthaltsberechtigung vorweisen können.

## Ursachen
Bezüglich der Ursachen für Betreuungsketten wird zwischen Push- und Pullfaktoren unterschieden.
Unter den Pull-Faktoren, also als Faktoren, die im Zielland wirksam werden, wird vor allem einer erhöhten Nachfrage nach haushaltsnahen und pflegerischen Dienstleistungen in industrialisierten Ländern genannt. Sie wird mit der dort zunehmenden Beteiligung von Frauen an der Erwerbsarbeit bei zugleich fortbestehender weiblicher Zuschreibung von Reproduktionsaufgaben in Zusammenhang gestellt.
Zu den Push-Faktoren, die im Herkunftsland wirksam werden, zählen ökonomische Krisen, Arbeitslosigkeit und Armut sowie teilweise ethnische oder sexuelle Diskriminierung und Kriege in den Herkunftsländern. Einige Autoren weisen darauf hin, dass die Arbeitsmigration für Frauen eine Möglichkeit darstellen kann, patriarchalischer Kontrolle in der Familie und der Gesellschaft im Herkunftsland zu entkommen.

## Wirkungen
Die Mutterschaft manifestiert sich bei den Betreuerinnen weniger durch physische Nähe zu den eigenen Kindern als vielmehr vorrangig über finanzielle Unterstützung, insbesondere auch zur Bezahlung der Ausbildung der Kinder. Für die Migrantinnen erweist sich die Strategie der Arbeitsmigration in ein Industrieland oft als erfolgreich für den ökonomischen und sozialen Wohlstand der Familie und verhindert zumindest die unmittelbare Armut. Als vorrangiges Problem globaler Betreuungsketten wird jedoch die oft damit einhergehende jahrelange Trennung der Mütter von ihren Kindern und die daraus entstehende psychische Folge einer Entfremdung zwischen Mutter und Kindern genannt. Wenn die Familienstruktur mehrfach geändert werden muss, wird in Einzelfällen auch von einer Traumatisierung der Kinder gesprochen.
Familien, in denen mindestens ein Mitglied der engen Familie im Ausland lebt, werden auch als transnationale Familien bezeichnet. Es werden sowohl positive als auch negative Auswirkungen dieser Lebenssituation auf die Kinder beobachtet. Verschiedene Studien weisen darauf hin, dass Kinder aus transnationalen Familien signifikant bessere Schulergebnisse aufweisen als ihre Klassenkameraden, was sich teilweise durch ihren besseren sozioökonomischen Status erklären lässt. Studien unter mexikanischen Familien zeigen, dass Mütter mehr Schuld und Schmerz über die Trennung von ihren Kindern ausdrückten als Väter, dass dieser Leidensausdruck aber von Müttern erwartet werde und ihnen andernfalls vorgehalten würde, die Familie im Stich zu lassen. Ergebnisse mehrerer Studien zeigen größere negative Auswirkungen auf die Kinder, wenn die Mütter im Ausland arbeiteten, als wenn die Väter dies taten; dieser Effekt erkläre sich dadurch, dass die Mütter auf die Kindererziehung besser vorbereitet seien und dieser Aufgabe mehr Aufmerksamkeit widmeten als die Väter.
Die globale Betreuungskette führt zwar einerseits zu einem konstanten Geldfluss in die Herkunftsländer, ist dort aber gleichzeitig für den Schwund qualifizierter Pflegekräfte (Care Drain) verantwortlich und wird vor allem als Auslöser für neue soziale Ungleichheit und Abhängigkeit bewertet.